# 勧修寺婧子
勧修寺 婧子（かじゅうじ ただこ、安永9年11月6日（1780年12月1日） - 天保14年3月21日（1843年4月20日））は、光格天皇の典侍で、仁孝天皇の生母。

## 生涯
幼名は操（みさお）、別名に冬子。号に、新典侍（しん てんじ）、宰相典侍（さいしょう てんじ）、権中納言典侍（ごんちゅうなごん てんじ）、三位局（さんみの つぼね）など。寛政4年10月24日（1792年）、光格天皇の後宮に入り、典侍となった。天保13年12月1日、従三位。
死後の天保15年2月13日、准三后・女院を追贈、院号は東京極院（ひがし きょうごく いん）。

## 来歴
- 安永9年（1780年）、権大納言勧修寺経逸の娘[1][2]として誕生。母は池田数計子（池田仲庸の娘）あるいは家女房[3][4][5]。
- 寛政4年（1792年）、典侍として御所にあがり光格天皇に仕える。
- 寛政12年（1800年）、皇子出生（のちの仁孝天皇）。
- 天保13年（1842年）、従三位に叙位。
- 天保14年（1843年）、薨去。墓所は泉涌寺別院の雲龍院（京都市東山区）。
- 弘化2年（1845年）、准三后・女院（東京極院）を追贈。